# Marpesia fruhstorferi
Marpesia fruhstorferi är en fjärilsart som beskrevs av Adalbert Seitz 1913. Marpesia fruhstorferi ingår i släktet Marpesia och familjen praktfjärilar. Inga underarter finns listade i Catalogue of Life.